# Pikko
Pikko är en ö i Finland. Den ligger i Kallavesi (norra delen) och i kommunerna Siilinjärvi och Kuopio i den ekonomiska regionen  Kuopio ekonomiska region  och landskapet Norra Savolax, i den centrala delen av landet, 300 km norr om huvudstaden Helsingfors. Öns area är 3,6 hektar och dess största längd är 0,5 kilometer i nord-sydlig riktning.